# Świątynia

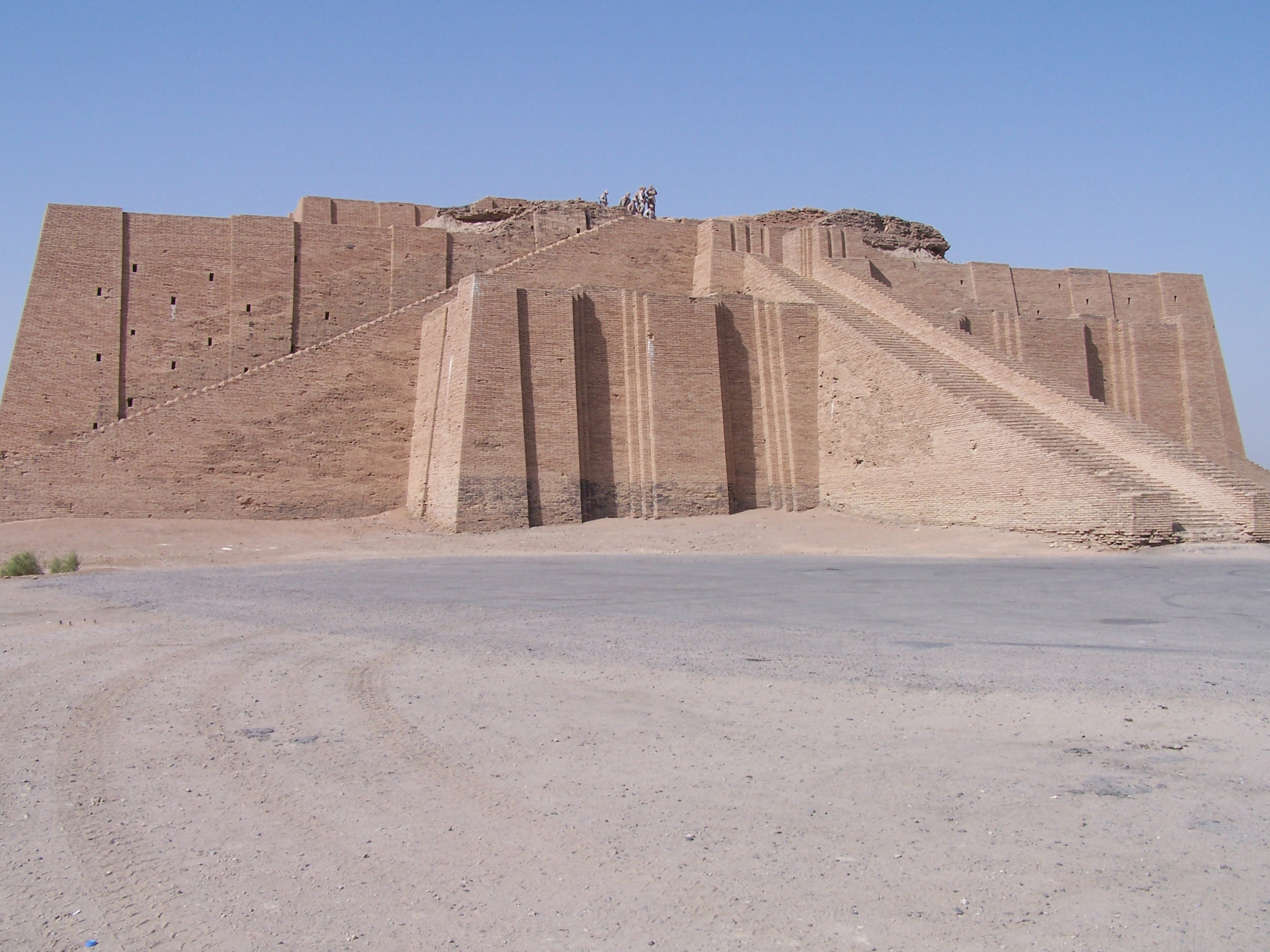
Wielki Ziggurat w Ur – świątynia sumeryjska

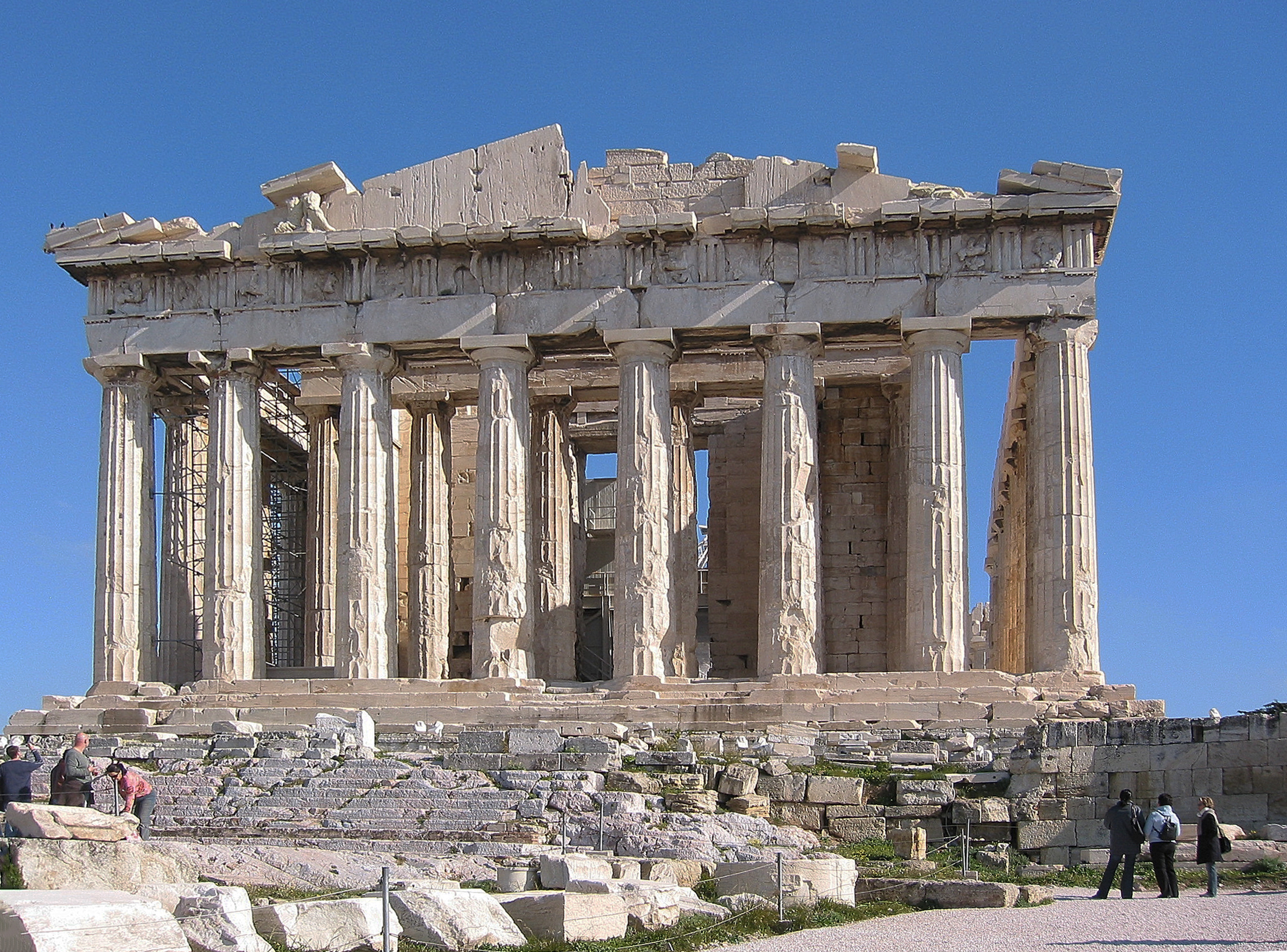
Partenon w Atenach – świątynia grecka

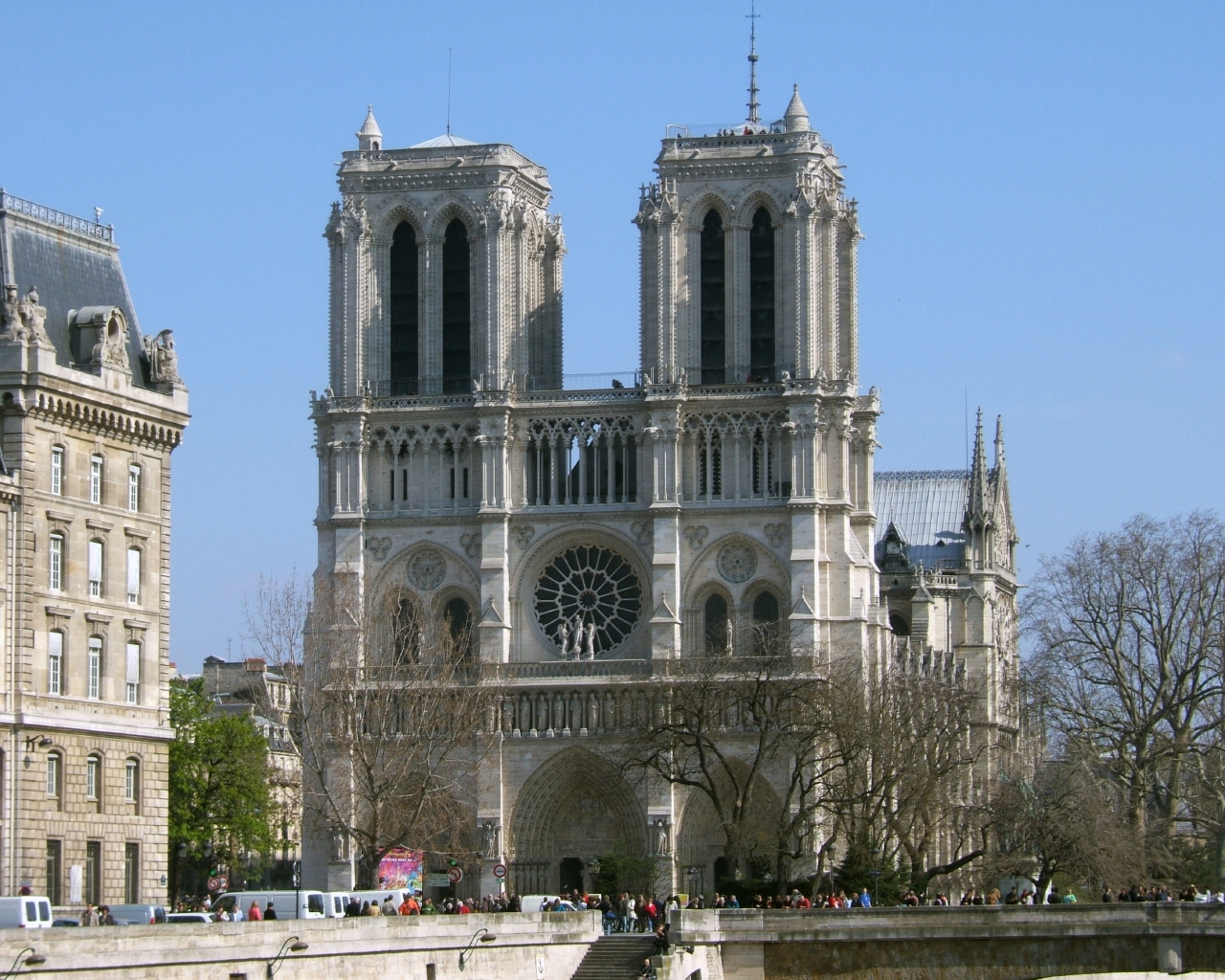
Katedra Notre-Dame w Paryżu – świątynia katolicka

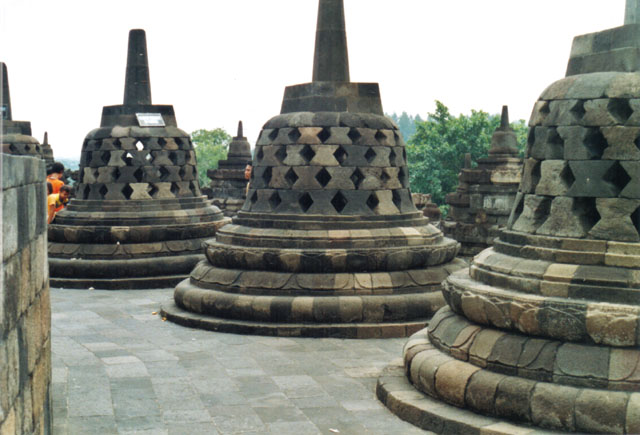
Stupy w Borobudur – świątynia buddyjska

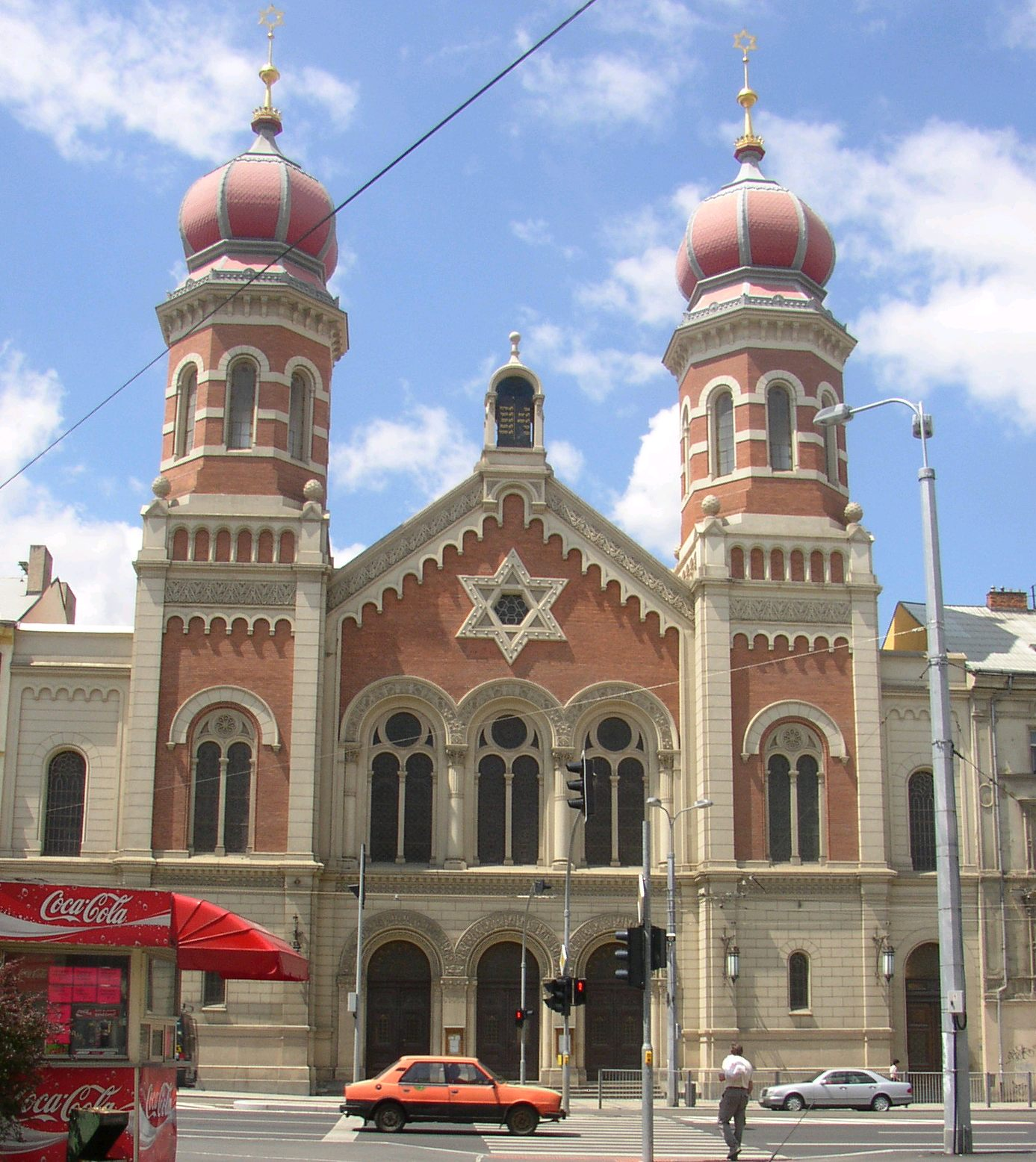
Wielka Synagoga w Pilźnie – żydowski dom modlitwy

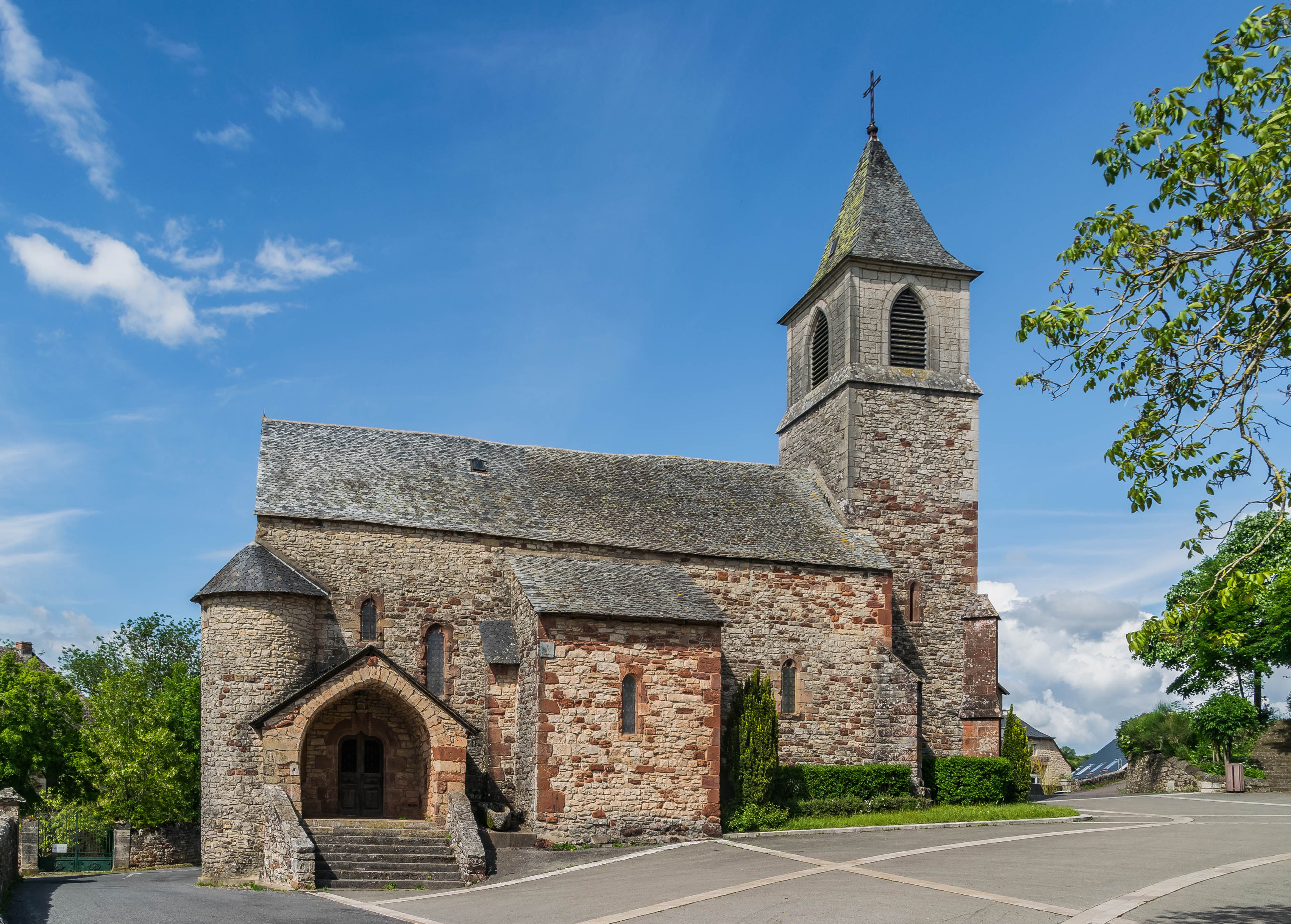
Świątynia katolicka w miejscowości Saint-Mayme we Francji

Świątynia – miejsce kultu religijnego. W sensie szerszym, jest to każda budowla wzniesiona w celu sprawowania w niej wszelkiego rodzaju obrzędów religijnych. W sensie węższym, świątynią może być tylko taka budowla, która spełnia przynajmniej niektóre wyższe funkcje kultowe (np. składanie ofiar), sprawowane jedynie przez kapłanów.

## Funkcje miejsc kultu religijnego

### Świątynie we właściwym sensie
Świątynie są miejscami specjalnie przeznaczonymi dla sprawowania takich obrzędów, jak modlitwa, śpiew, recytowanie świętych ksiąg, ślub czy pogrzeb. Jednak najważniejszymi funkcjami świątyni (stanowiącymi o jej ważności jako miejsca świętego) są:
- przeświadczenie o niezależnej od człowieka, literalnej obecności bóstwa w świątyni, która to obecność uświęca całe miejsce – w związku z tym świątynie są uważane za miejsca, gdzie człowiek może spotkać się z bóstwem, bądź w ogólnym sensie mieć styczność z rzeczywistością duchową[potrzebny przypis],
- składanie ofiar w celu przebłagania lub zjednania bóstwa z ludźmi, bądź zapewnienia ludziom jego przychylności – ta posługa może być sprawowana jedynie przez wyznaczonych do tego celu kapłanów, którzy z tego względu są postrzegani jako pośrednicy między ludźmi a bóstwem.

Świątynie bardzo często są wyposażone w liczne obiekty służące wyłącznie kultowi religijnemu, np. ołtarze, wizerunki bogów, aniołów lub świętych, relikwie, kadzielnice, święty ogień i inne. Ich obecność również czyni miejsce świętym i są one niezbędne przy wielu obrzędach. Ze względu na obecność bóstwa w świątyni, człowieka, który w niej przebywa, obowiązuje często ściśle określona etykieta zachowania się .

### Domy modlitwy
Miejsca kultu religijnego, których funkcje ograniczają się jedynie do podstawowej służby na rzecz wiernych, jak np. zapewnienie miejsca do modlitwy i śpiewu, nazywane są najczęściej domami modlitwy zamiast świątyniami. Mogą się w nich znajdować również pomieszczenia niezwiązane bezpośrednio z kultem religijnym, jak biblioteka, klasa szkolna, lub jadalnia z kuchnią. Opiekunami domów modlitwy zwykle są duchowni np. pastorzy, rabini, imamowie.
W domach modlitwy niektórych religii znajdują się sprzęty czy miejsca o szczególnym, sakralnym znaczeniu – np. aron ha-kodesz w synagogach, czy mihrab w meczetach. Ponadto, jak w przypadku klasycznych świątyń, mogą być narzucone określone normy zachowania się, często dotyczące także innowierców (np. w meczetach innowiercom nie wolno jeść ani spać, do wielu meczetów nie mają oni wstępu).

## Nazwy miejsc kultu religijnego
Różne religie używają własnych nazw określających świątynie bądź domy modlitwy:

### Dawne świątynie
- Ziggurat (świątynia religii mezopotamskich)
- Świątynia egipska
- Świątynia etruska
- Świątynia grecka
- Świątynia rzymska – templum, fanum
- Świątynia Jerozolimska (jedyna świątynia judaizmu, współczesną pozostałością po niej jest Ściana Płaczu)
- Mitreum (świątynia wyznawców mitraizmu)

### Współczesne świątynie

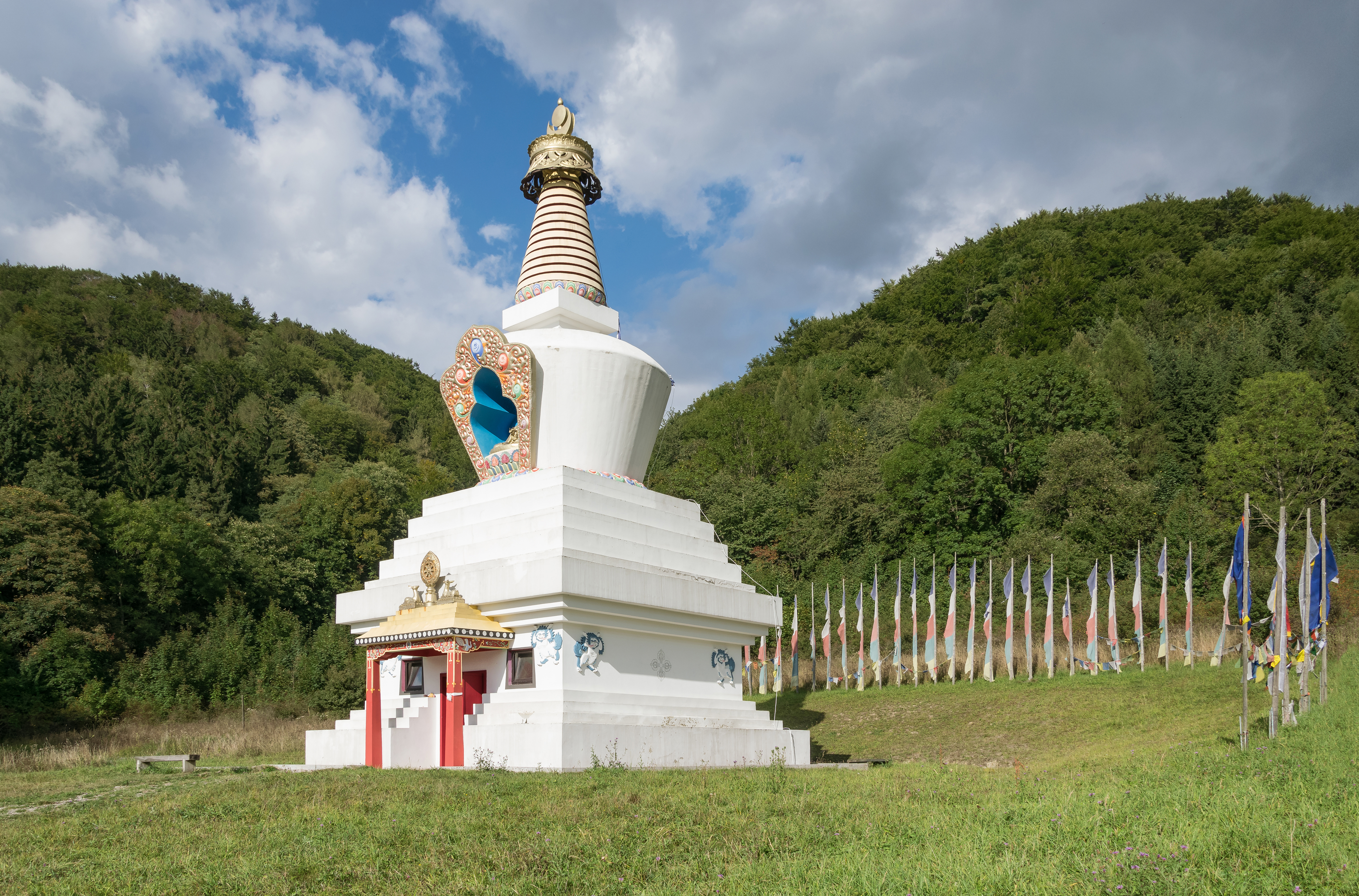
Stupa w Gompie Drophan Ling w Darnkowie

- buddyzm – stupa (pagoda), ćajtja, wat, tera, honzan
- chrześcijaństwo (w zależności od odłamów):
  - katolicyzm
    - rzymskokatolicyzm – kościół, kaplica, katedra, kolegiata, bazylika
    - greckokatolicyzm – cerkiew

  - prawosławie – cerkiew, sobór
    - bezpopowcy – molenna

  - protestantyzm – kościół, zbór
  - mormoni – świątynia
- dżinizm – derasar
- hinduizm – mandir, koyil, gudi, kszetram
- konfucjanizm – świątynia Konfucjusza
- rodzimowierstwo słowiańskie – chram (kącina)
- shintō – jinja, taisha, miya, jingū (chram shintoistyczny)
- sikhizm – gurudwara
- taoizm – daoguan
- zaratusztrianizm – świątynia ognia

### Domy modlitwy
- chrześcijaństwo (w zależności od odłamów):
  - protestantyzm – kościół, kaplica (dom modlitwy, zbór)
  - mormoni – kaplica
  - Świadkowie Jehowy – Sala Królestwa, Sala Zgromadzeń
- islam – meczet
- judaizm – synagoga
- karaimizm – kienesa